# Gorogyiscsei járás (Penzai terület)
A Gorogyiscsei járás (oroszul Городищенский район) Oroszország egyik járása a Penzai területen. Székhelye Gorogyiscse.

## Népesség
- 1989-ben 58 266 lakosa volt.
- 2002-ben 53 125 lakosa volt, melynek 60,5%-a orosz, 31,9%-a tatár, 5,9%-a mordvin, .
- 2010-ben 52 480 lakosa volt, melynek 58,5%-a orosz, 35%-a tatár, 4,4%-a mordvin.